# Charles de Gaulle (écrivain)
Pour les autres membres de la famille, voir Famille de Gaulle.
Pour les articles homonymes, voir Charles de Gaulle (homonymie) et CDG.
Ne doit pas être confondu avec Charles de Galles.
Charles de Gaulle (Barz Bro C'hall ou Charlez a Vro C'hall en breton), né le 31 janvier 1837 à Valenciennes et mort le 1er janvier 1880 à Paris, est un écrivain français, défenseur de la langue bretonne et du celtisme. Il est l'oncle du général de Gaulle, qui porte son prénom.

## Famille
Charles Jules Joseph de Gaulle (1837-1880) est le fils de Julien Philippe de Gaulle (1801-1883), historien, et de Joséphine Maillot, écrivain. C'est le frère aîné d'Henri de Gaulle, père du général.

## Biographie

### Formation
On a la trace de son passage en 4e classe de l'Institution libre de Marcq-en-Barœul (Nord).

### Le celtisme
Il est l'auteur de l'Appel aux représentants actuels de la race celtique en 1864, et de publications sur la littérature bretonne. Frappé de paralysie à l'âge de 20 ans, ce qui faisait qu'il quittait rarement son appartement du 286 de la rue de Vaugirard, à Paris, il se mit à l'étude des langues celtiques, breton et gallois, principalement. 
C'est dans l'Épilogue à l'Art chrétien, de François Alexis Rio, qu'il aurait trouvé l'incitation à se passionner pour les peuples celtiques anciens et contemporains. Rio y raconte le séjour qu'il fit en Angleterre et au Pays de Galles en 1838 et le rôle éminent qu'il a joué dans la réussite du voyage de Théodore Hersart de La Villemarqué qui marque le début des relations intellectuelles entre les peuples de langue celtique, de part et d'autre de la Manche. 
Il apprend le breton et s'en sert comme de sa langue maternelle. Il écrit plusieurs poésies en breton et prend le nom de Barz Bro C'hall (« le barde de France »). Il apprend aussi le gallois. Il commence en 1864 à publier ses articles. Il rêva de la résurrection des langues celtiques, comme langues littéraires et était secrétaire du Breuriez Breiz (br), une société de poètes (ou bardes) bretons, créée par Théodore Hersart de La Villemarqué, première ébauche d'un collège de bardes en France (voir Gorsedd de Bretagne).
En 1867, il est l'un des initiateurs avec Théodore Hersart de La Villemarqué et Henri Martin, du congrès celtique de Saint-Brieuc qui n'aura pas de suite pour les relations interceltiques du fait de la querelle du Barzaz Breiz. Il s'était chargé particulièrement de l'invitation des délégués gallois.
Avec Henri Gaidoz et Henri de la Charencey, il fut l'auteur de la première « pétition pour les langues régionales » qui fut remise, en 1870, au président de la République, le maréchal de Mac Mahon.
Il adressa de nombreux textes de propagande et d'érudition à de nombreux organes de presse, en particulier, pour la Revue de Bretagne et de Vendée, un mensuel catholique et royaliste dirigé par Arthur Le Moyne de la Borderie.
Cependant la maladie dont il était atteint (poliomyélite) progressait, ses articles se firent plus rares, son activité littéraire s'éteignit peu à peu, mais il conserva jusqu'à la fin sa lucidité d'esprit et put suivre les progrès des études celtiques.

## Publications
- Les Celtes au XIXe siècle. Librairie bretonne. 1903, dans Revue de Bretagne et de Vendée, 1864
- Traduction en breton de la Bulle pontificale Ineffabilis définissant le dogme de l'Immaculée Conception

### L'appel aux Celtes
Dans son Appel aux Celtes, il veut rétablir sur des bases chrétiennes la renaissance littéraire et linguistique de la Bretagne et des nations sœurs.

« S'il m'est permis d'exprimer un vœu plus ambitieux encore, et sans doute, d'une réalisation plus difficile, ce serait de voir un ordre religieux nouveau, ou du moins, une division spéciale d'un ordre religieux ancien, se consacrer, sous l'invocation des vieux saints savants des deux Bretagne à la prédication et à l'instruction de la jeunesse de toutes les classes dans les pays celtiques et cela principalement par le moyen des langues indigènes. »

Le même poursuit plus loin :

« Après la célébration du saint sacrifice, en plein champ, sur un vieux dolmen, entouré de la population des paroisses voisines, la solennité s'ouvrirait par une lutte des bardes populaires (…) Des tirs, des luttes, des courses à cheval et à pied, des régates au bord de la mer, fourniraient un nouveau et utile sujet d'amélioration à notre agile et robuste jeunesse. »

## Hommages

### Le discours du général de Gaulle de 1969
Le général de Gaulle, son neveu, rappelle ses liens familiaux avec ce poète bretonnant, et déclame le deuxième quatrain de son poème Da Varzed Breiz (Aux Bardes de Bretagne) lors de son dernier discours public, prononcé à Quimper en février 1969. Le discours est suivi par une série de mesures de répression contre les militants nationalistes bretons. L'utilisation du poème par le politicien provoque une réaction indésirable grave de la part de son public qui hue une grande partie du reste de son discours. Plus tard, il est accusé de faire deux poids deux mesures, ayant récemment parlé au Canada en faveur d'un Québec « libre », parce que sa tradition de langue française le distinguait de la majorité dominée par les Canadiens anglophones.

### Personnage de bande dessinée
Charles de Gaulle apparaît en druide passionné dans la bande dessinée humoristique Odilon Verjus, au tome 5 (« Breiz Atao »), paru en 2001. Le dessinateur le représente sous les traits de son illustre neveu.